# Dimas Teixeira
Dimas Teixeira (Johannesburg, 16 februari 1969) is een voormalig Portugees voetballer. Teixeira was een linkervleugelverdediger.

## Spelerscarrière
Teixeira begon z'n profcarrière bij Académica Coimbra. Hij speelde daarna voor Esterela da Amadora, Vitoria SC en Benfica. In 1996 versierde hij een transfer naar het buitenland, naar Juventus Turijn. Daarna speelde hij nog voor Fenerbahçe SK en Standard Luik. In 2000 keerde hij terug naar Portugal, waar hij ging spelen voor Sporting CP. Hij werd nog uitgeleend aan Olympique Marseille, maar hing in 2002 de schoenen aan de haak.
Teixeira was tussen 1995 en 2002 actief bij de nationale ploeg van Portugal. Hij speelde 44 interlands.

## Trainerscarrière
Teixeira was van juli tot september 2009 assistent-trainer van GD Estoril-Praia. Samen met trainer Hélder, waarmee hij nog had samengespeeld bij Benfica, werd hij in september 2009 ontslagen vanwege slechte resultaten.
Vanaf 2018 werd hij de vaste rechterhand van zijn landgenoot José Morais. Ze werkten samen bij Barnsley FC, Karpaty Lviv en Jeonbuk Hyundai Motors.

## Erelijst
Benfica
- Taça de Portugal

1995/96
 Juventus
- Serie A

1996/97, 1997/98
 Sporting CP
- Primeira Liga

2001/02
- Taça de Portugal

2001/02